# Гей-родео
Гей-родео — ежегодные спортивные мероприятия, проводимые Международной Ассоциацией Гей Родео в городах США и Канады. Одной из особенностей данного мероприятия является то, что многие участники и зрители соревнований являются представителями ЛГБТ-сообщества.

## История

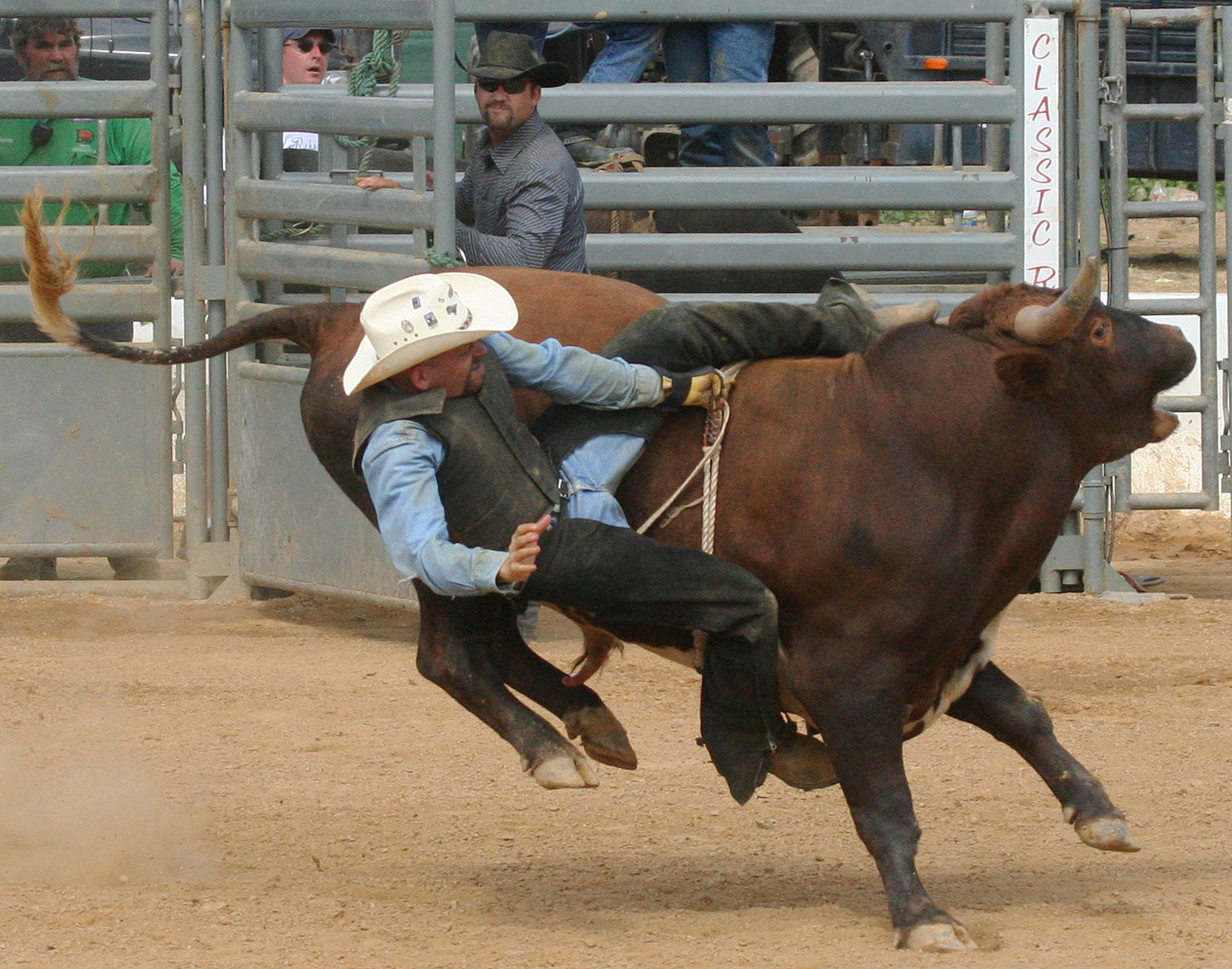
Скачки на диком быке, штат Мэриленд — 2007 год

Первое в США гей-родео было организовано Филом Рагсдейлом (англ. Phil Ragsdale) 2 октября 1976 года в городе Рино, штат Невада. Уже на стадии организации мероприятия, получившего название National Reno Gay Rodeo, возникли трудности. Рагсдейл в течение долгого времени не мог найти фермеров, согласных предоставить скот для гей-родео, но, в конечном счёте, организаторы достали несколько коров, десять телят, свинью и пони. В мероприятии приняло участие более 125 человек.
Помимо цели преодолеть негативные стереотипы большинства людей о геях и лесбиянках, организаторы планировали вырученные средства направить на благотворительность. В ходе National Reno Gay Rodeo 1977 года было собрано 214 долларов. Все собранные средства были переданы в Ассоциацию борьбы с миодистрофией (англ.).
В течение последующих лет был создан ряд организаций гей-родео в Колорадо, Техасе, Аризоне и Калифорнии. С 1976 по 1985 год было проведено 14 гей-родео (девять в Рино, три в Колорадо, а также в Техасе и Калифорнии). В 1985 году на базе четырех организаций — Arizona Gay Rodeo Association (AGRA), Golden State Gay Rodeo Association (GSGRA), Texas Gay Rodeo Association (TGRA), Colorado Gay Rodeo Association (CGRA) — была сформирована Международная Ассоциация Гей Родео (IGRA). Первым президентом IGRA был избран Уэйн Джакино (англ. Wayne Jakino).
С течением времени интерес к гей-родео рос, и к IGRA присоединялись новые организации. В 1986 году присоединились ассоциации гей-родео из Оклахомы, Канзаса, Миссури и Нью-Мексико. Это укрепило основу организации и открыло возможности для дальнейшего роста.
IGRA координирует правила проведения гей-родео, устанавливает квалификацию и ведет книги рекордов. Локальные ассоциации в составе IGRA ежегодно организуют гей-родео, победители которых участвуют в Финале родео IGRA. Победители Финала родео IGRA, конкурируют за звание Международного Чемпиона IGRA.

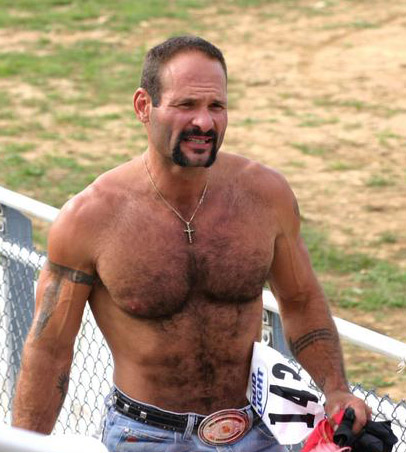
Участник с Атлантики
2007 год

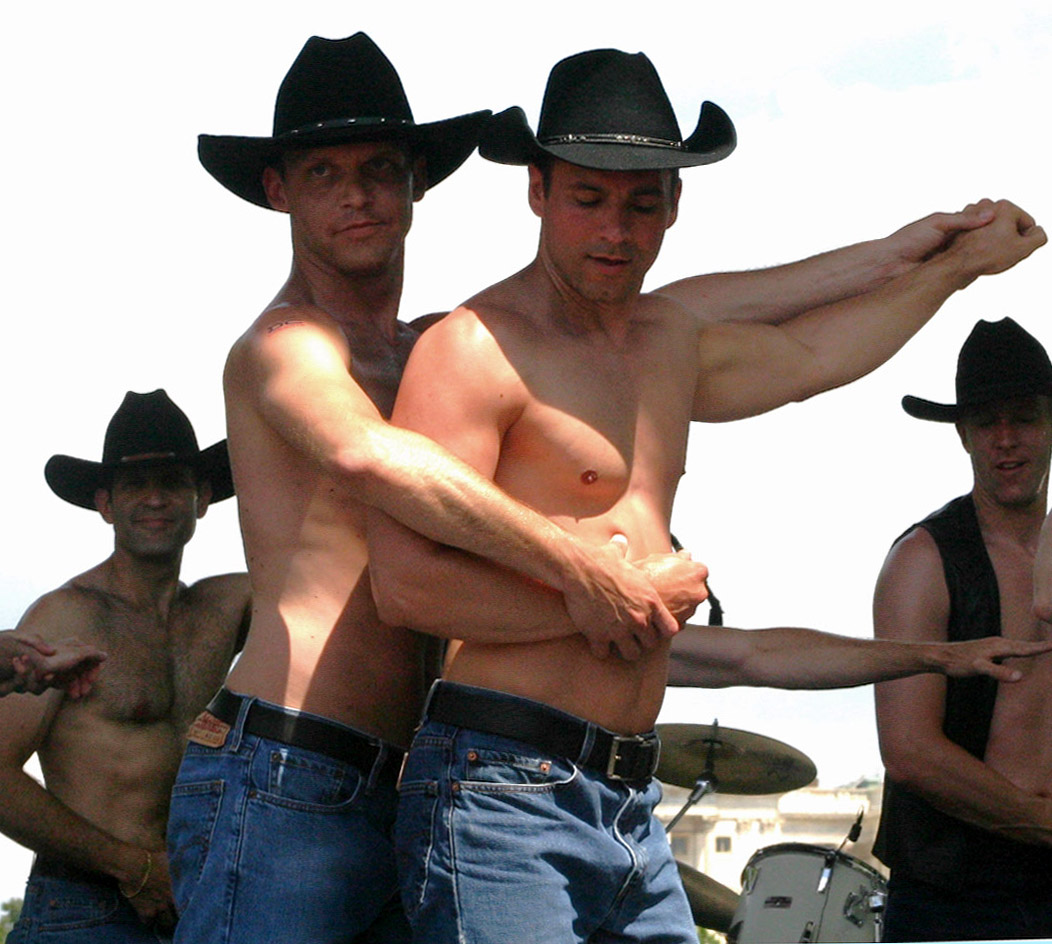
Ковбои на мероприятии в Вашингтоне — 2007 год

В мероприятиях организуемых Международной Ассоциацией Гей Родео и локальными ассоциациями может поучаствовать любой, независимо от пола и сексуальной ориентации. Состязания гей-родео ничем не отличаются от обычного родео, это — Bull Riding (скачки на диком быке), Steer Wrestling — заваливание быка, скачки на неоседланной и оседланной лошади, скачки вокруг бочек и другие. Особенностью гей-родео являются шуточные состязания: Goat Dressing — где например участники пытаются надеть на козла трусы, Steer Decorating — участники пытаются привязать ленту на хвост быку, Dolly Madison Race — гонка в женской одежде и другие.
К настоящему времени Ассоциация Гей Родео координирует действия 25 ассоциаций в 28 американских штатах и некоторых канадских провинций, являясь третьей по величине ассоциацией родео в мире.